# Jelša (gmina Lukovica)
Jelša – wieś w Słowenii, w gminie Lukovica. W 2018 roku liczyła 46 mieszkańców.